# Яиков, Вячеслав Викторович
Вячесла́в Ви́кторович Я́иков (род. 1 марта 1974, село Калининское, Жайылский район, Чуйская область, Киргизская ССР, СССР) — российский серийный убийца и насильник. Совершил 6 убийств на сексуальной почве в городе Копейск Челябинской области. Челябинский областной суд признал Яикова невменяемым и направил на принудительное лечение.

## Биография

### Первые проблемы с законом
Родился в Киргизии, позднее переехал в Копейск. Ещё в детстве ему был поставлен диагноз «олигофрения». В 2000 году привлекался за контрабанду наркотиков, но как инвалид по психическому заболеванию был освобождён от уголовной ответственности с направлением на принудительное лечение. После выписки устроился разнорабочим.

### Убийства
В октябре 2002 года около автозаправочной станции задушил женщину. 1 мая 2003 года в одном из гаражных кооперативов убил девушку. Новое убийство совершил через три недели. Экспертиза установила, что все три потерпевшие на момент смерти находились в состоянии алкогольного опьянения. Позднее выяснилось, что одна из потерпевших сама согласилась распивать спиртное со своим убийцей. Своих жертв Яиков сбивал с ног ударами по голове или лицу, затем затаскивал в кусты или безлюдное место, где насиловал и душил (существует информация, что маньяк насиловал своих жертв уже после убийства). В ночь на 25 мая на территории одного из детских садов изнасиловал и убил двух школьниц-выпускниц. Впоследствии маньяк заявлял, что хотел познакомиться с девушками, но когда они отказывались — напал на них. Позже выяснилось, местные жители слышали ночью крики, но вызывать милицию не стали, решив, что это школьники отмечали выпускной. После убийства школьниц в городе заговорили о появлении маньяка. 18 сентября Яиков вновь убил девушку. Местные жители, услышав крики потерпевшей, вызвали милицию.

### Арест, следствие и суд
В тот же день маньяк был задержан: он спрятался на дереве недалеко от места убийства, где и был обнаружен оперативниками. Яиков сразу признался во всех шести убийствах, подробно описывая каждое преступление. Кроме того, его причастность к преступлениям была доказана результатами экспертизы. Однако сторона защиты требовала исключить из дела показания Яикова, настаивая, что они даны невменяемым, который оговорил себя.
В июле 2004 года было составлено заключение экспертизы, по которому Яиков «представляет особую опасность для общества, в связи с чем нуждается в принудительном лечении в психиатрическом стационаре специализированного типа с интенсивным наблюдением». В феврале 2005 года Челябинский областной суд постановил направить Яикова на принудительное лечение до выхода из болезненного состояния с последующим проведением новой судебно-психиатрической экспертизы, которая позволила бы выяснить, был ли обвиняемый вменяем в период совершения преступлений. Однако кассационная инстанция Верховного суда отменила это решение. В начале 2007 года из-за затянувшегося следствия истёк срок, в течение которого уголовно-процессуальное законодательство позволяет держать обвиняемого под стражей, Яиков был отпущен под подписку о невыезде.
В том же году, в рамках следственных мероприятий, с разрешения прокуратуры, был направлен для прохождения комплексной экспертизы в институт Сербского в Москве. Эксперты выяснили, что Яиков «представляет особую опасность для общества и нуждается в принудительном лечении», но не ответили, был ли Яиков невменяем в момент преступлений или его психическое расстройство наступило позже. Ещё год Яиков проходил курс лечения. Затем прошёл повторную экспертизу в институте Сербского. Эксперты пришли к выводу, что преступления Яиков совершал, будучи невменяемым, но указали, что суд может исследовать в качестве доказательств его показания. 11 сентября 2008 года суд Челябинский областной суд признал Яикова невменяемым и направил на принудительное лечение в психиатрический стационар с интенсивным наблюдением.
Мать маньяка Вера Яикова уверена в невиновности сына и неоднократно настаивала на пересмотре его уголовного дела.